# De concordia liberi arbitrii cum divinae gratiae donis
De concordia liberi arbitrii cum divinae gratiae donis (De la concorde du libre arbitre avec les dons de la grâce divine) est un ouvrage de théologie, portant sur la question de la grâce, publié par le Jésuite Luis de Molina en 1588.
Molina y met en avant l'importance du libre-arbitre dans le salut, en considérant que la grâce divine ne peut avoir plein effet que par la volonté humaine (grâce suffisante), et que Dieu ne prédestine certains hommes au salut qu'en prévision de leurs mérites. Cette position correspond à une tendance ancienne au sein de la Compagnie de Jésus, mais contraste avec les positions augustiniennes de nombreuses universités.
En conséquence, l'ouvrage provoque des débats virulents, et une commission se tient à Rome entre 1597 et 1607 pour le juger : celle-ci n'aboutit finalement à rien. Durant le XVIIe siècle, De concordia liberi arbitrii cum divinae gratiae donis reste une œuvre controversée, principalement défendue par les Jésuites mais attaquée par les jansénistes ; ces derniers en font l'ouvrage fondateur de l'hérésie moliniste, assimilée au semi-pélagianisme.